# Desio
Pour les articles homonymes, voir Desio (homonymie).
Desio est une ville italienne d'environ 40 000 habitants, située dans la province de Monza et de la Brianza, en Lombardie, dans l'Italie nord-occidentale.

## Géographie
Desio est une des villes les plus importantes comprises entre la région de la Basse Brianza.
Elle est distante de 20 km de Milan.

## Monuments
- Le monument le plus imposant de la ville est le Palais Traversi-Tittoni, qui fut le lieu d'importants rendez-vous politiques du XXe siècle. En effet Tommaso Tittoni, son dernier propriétaire, a été président du conseil et Ministres des affaires étrangères pendant la période de la Belle Époque. Depuis 1975, le monument est propriété de la mairie de la Ville.
- La maison natale de Pie XI (1857-1939) est une grande maison qui a été donnée de son vivant comme orphelinat des frères hosptaliers de l'Immaculée-Conception (Congregatio Filiorum Immaculatae Conceptionis). Aujourd'hui elle est dédiée à un centre d'études et à un musée (Museo Pio XI), consacré à ce pape diplomate et favorable aux missions.

## Administration
| Période                                  | Période  | Identité      | Étiquette                | Qualité |
| ---------------------------------------- | -------- | ------------- | ------------------------ | ------- |
| 31 mai 2011                              | En cours | Roberto Corti | Parti démocrate (gauche) | Maire   |
| Les données manquantes sont à compléter. |          |               |                          |         |

### Hameaux
San Giorgio, San Carlo, San Giuseppe

### Communes limitrophes
Bovisio-Masciago, Cesano Maderno, Lissone, Muggiò, Nova Milanese, Seregno, Varedo

## Personnalités

### Personnalités nées à Desio
- Achille Ratti (1857-1939), futur pape Pie XI
- Luigi Giussani (1922-2005), inspirateur du mouvement Communion et Libération
- Luigi Arienti (1937-2024), coureur cycliste
- Giovanni Bignami (1944-2017), astrophysicien et vulgarisateur scientifique
- Filippo Simeoni (1971-...), coureur cycliste
- Vito Mannone (1988-...), gardien de but d'Arsenal